# Juliusz Chojnacki
Juliusz Cezary Chojnacki (ur. 20 listopada 1943 w Kamionce) – profesor nauk rolniczych, oceanolog i ekolog morza, badacz morskich wód polarnych (Antarktycznych), Bałtyku i wód estuariowych, nauczyciel akademicki

## Życiorys
W latach 1964–1968 studiował na Wydziale Rybackim Wyższej Szkoły Rolniczej w Olsztynie i Wydziale Rybactwa Morskiego Wyższej Szkoły Rolniczej w Szczecinie (mgr inż. rybactwa). Stopień naukowy doktora nauk przyrodniczych w dyscyplinie rybactwo otrzymał po obronie rozprawy Badania nad tendencjami skupiskowymi zooplanktonu Południowego Bałtyku w latach 1970–1972 na podstawie liczebności, suchej masy i wartości energetycznej na Wydziale Rybactwa Morskiego i Technologii Żywności Akademii Rolniczej w Szczecinie. Stopień doktora habilitowanego otrzymał w 1984 na podstawie m.in. monografii Zoocenozy planktonowe Południowego Bałtyku. W 1997 uzyskał tytuł naukowy profesora nauk rolniczych.
Specjalizuje się w zakresie ekologii zooplanktonu morskiego, dynamiki jego struktur i ich funkcjonowania, zoobentosu na sztucznych podłożach wstrefie przybrzeżnej morza. Wprowadził i monitoruje pierwszą sztuczną rafę na Zatoce Pomorskiej jako medium do rewitalizacji wód morskich.
W 1975 brał udział jako planktolog w pierwszej polskiej wyprawie naukowej (tzw. ‘krylowej’) Inst. Ekol. PAN na wody Antarktyki na pokładzie statku „Profesor Siedlecki”. W 1977 był kierownikiem wyprawy oceanobiologów w II polskiej ekspedycji do Stacji im. H. Arctowskiego na wyspie King George.
Wypromował 12 doktorów i ponad 200 magistrów i inżynierów. Opublikował 326 prac naukowych, w tym 6 podręczników akademickich.
Od 2014 jest emerytowanym profesorem zwyczajnym.

## Wybrane publikacje[9][10]
- Zarys ekologii wód. Wyd. AR Szczecin 1996
- Podstawy ekologii wód. Wyd. AR Szczecin 1998
- Polish explorationand exploitation of Antarctic water. „Polish Polar Res.” 1998, 19, 81-102
- Description of ecosystem of the Lower Odra and the Odra estuary. „Acta Hydrochem. Hydrobiol. Hamburg” 1999, 27, 5, s. 1–11
- Podręczny leksykon ekologii wód. Wyd. AR Szczecin 1999
- The structure of macrozoobenthic communities in the Tywa River, a right-bank tributary of the Oder River (northwest Poland). Oceanol. Hydrobiol. Stud. 2009, 38, 3, s. 31–42 (wsp. M. Raczyńska)[11]
- Sztuczne rafy jako innowacyjna biotechnologia wykorzystywana w procesie rewitalizacji środowiska morskiego. Ekologia i Technika 2013, 21, 4, s. 141–149 (wsp. M. Raczyńska, A. Grzeszczyk-Kowalska, T. Zamkowski)[12]
- The ecological structure macrofauling community of the eastern shore of the Pomeranian Bay (southern Baltic Sea) in 2008 on the anthropogenic substrates. Ecol. Eng. Environ. Technol. 2013, 35, s. 60-68 (wsp. Beata Rosińska, Karolina Klej, Monika Kowalewska, Joanna Polońska)[13]

## Odznaczenia[6][14]
- Krzyż Kawalerski Orderu Odrodzenia Polski (2003)
- Złoty Krzyż Zasługi (1996)
- Srebrny Krzyż Zasługi (1975)
- Medal Komisji Edukacji Narodowej (1985)
- Złota Odznaka Honorowa Gryfa Pomorskiego
- odznaka „Zasłużony dla Ziemi Koszalińskiej”
- odznaka honorowa Zasłużony Pracownik Morza
- odznaka za zasługi dla ochrony środowiska i gospodarki wodnej (1993)